# الموقف (صحيفة)
الموقف صحيفة أسبوعية تونسية ناطقة بلسان الحزب الديمقراطي التقدمي.
- أدارها أحمد نجيب الشابي ويتولى رئاسة تحريرها رشيد خشانة.
- صدر عددها الأول في 12 ماي/أيار 1984. وكانت آنذاك جريدة أسبوعية ثم أصبحت تصدر كمجلة منذ 18 أكتوبر/تشرين الأول 1990، لتعود من جديد إلى جريدة سياسية أسبوعية.
- تعبر عن مواقف نقدية من النظام القائم، وتشتكي من حرمانها من الدعم والإشهار.
- تعرضت عدة مرات للحجز خلال الثمانينات أولاها سنة (1985). وفي عهد زين العابدين بن علي اشتكت الصحيفة من المضايقات أكثر من مرة مثل حجزها في شهر مارس/آذار 2008 وتعطيل توزيعها في الأكشاك.
- بعد الثورة لسنة 2011، توقفت عن الصدور، دون أن يصدر الحزب صحيفة أخرى لتعوضها.